# Asplenium adulterinum x viride
Asplenium adulterinum x viride là một loài dương xỉ trong họ Aspleniaceae. Loài này được Asch. mô tả khoa học đầu tiên năm 1896.
Danh pháp khoa học của loài này chưa được làm sáng tỏ. 

## Hình ảnh

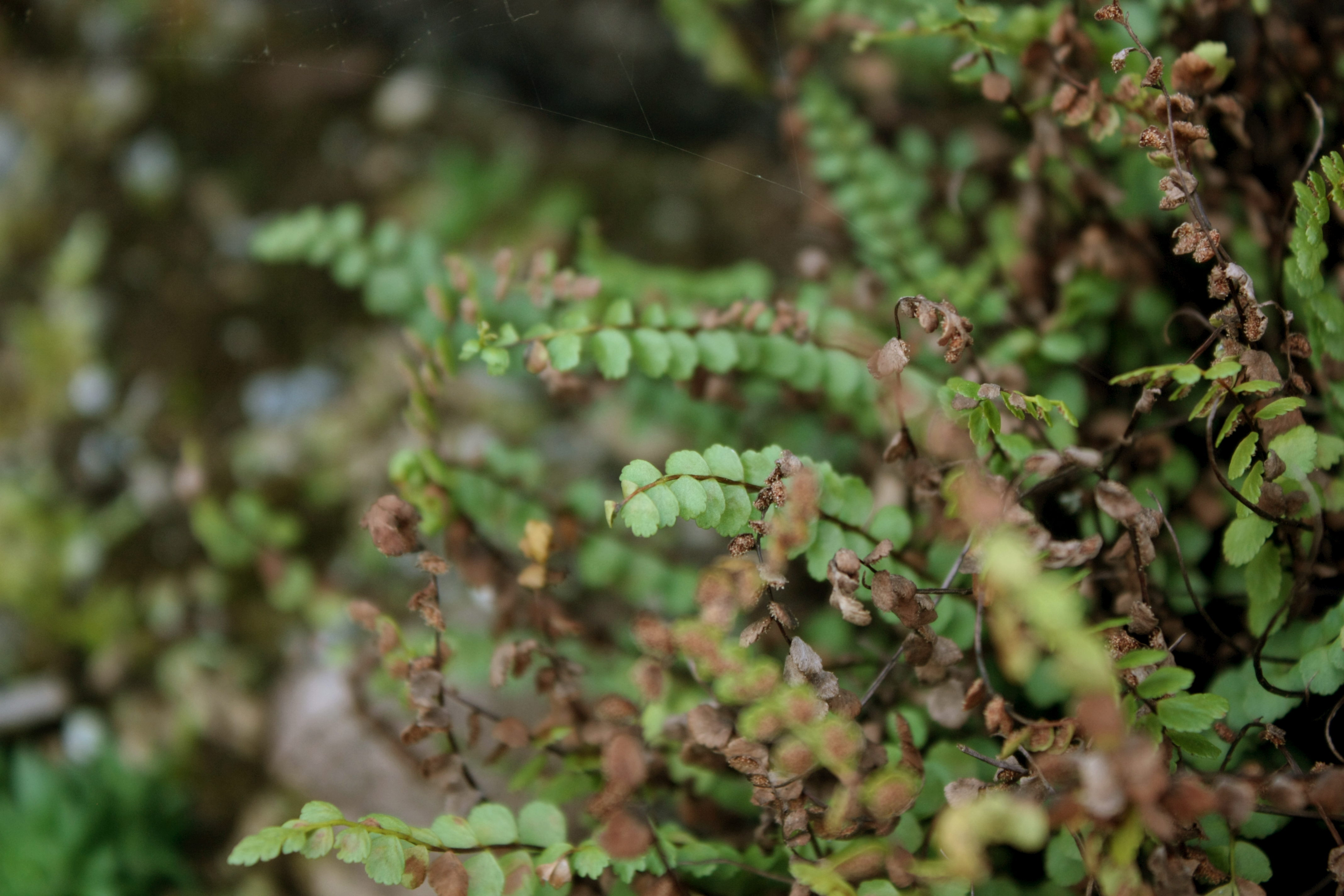
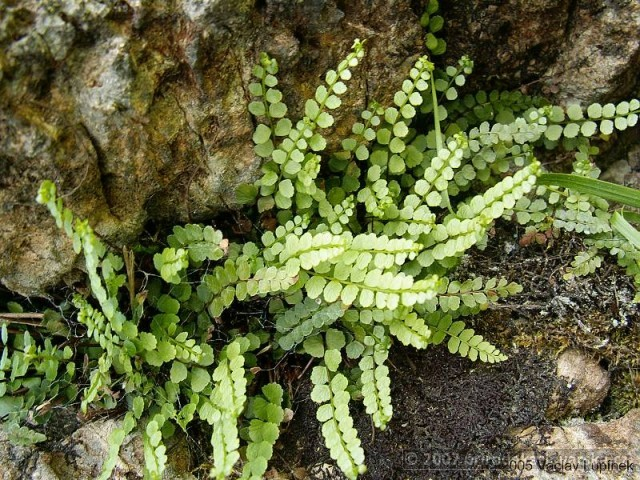